# Ariel Ramírez
Ariel Ramírez (Santa Fé, 4 de setembro de 1921 – Monte Grande, 18 de fevereiro de 2010) foi um compositor, pianista e diretor musical argentino.

## Vida
Já quando menino, Ramírez interessava-se pela música tradicional indígena e crioula de seu país natal. 
Por conselho do compositor Atahualpa Yupanqui, viajou, em 1941, pelas províncias de Tucumán, de Salta e de Jujuy e, em Humahuaca, conheceu Justiniano Torres Aparicio, músico e apreciador da cultura nacional. 
A partir de 1943, passou a se apresentar como pianista com um imenso repertório de obras baseadas no folclore sulamericano, tendo gravado algumas delas em um disco no ano de 1946.
De 1950 a 1954, residiu na Europa.
Em 1954, mudou-se para Lima e no ano seguinte regressou à Argentina, onde fundou a Compañía de Folklore Ariel Ramírez.
Junto da Companhia, empreendeu em 1957 uma viagem pela URSS, pela Tchecoslováquia e pela Polônia. 
Além disso, aperfeiçoou sua formação nos estudos de composição sob orientação de Erwin Leuchter e Guillermo Graetzer.
Em 1964, compôs sua mais famosa obra, Misa Criolla (Português: “Missa Crioula”), e a apresentou na América Latina nos anos seguintes e na Alemanha, na Holanda, na Bélgica e na Suíça em 1967. 
Paralelamente a essa obra, Ramírez compôs diversas cantatas e outras obras vocais frequentemente baseadas em textos do poeta Félix Luna.
Foi dirigente da Sociedad Argentina de Autores y Compositores e, em 1998, foi escolhido o primeiro presidente latinoamericano da International Confederation of Authors and Composers Societies (CISAC).

## Obra
- La tristecita, Zamba, 1945
- Agua y sol del Paraná
- Misa Criolla, Chormesse, 1964
- Navidad Nuestra, 1964
- Navidad en Verano, 1964
- Los caudillos, Kantate, 1965
- Mujeres argentinas, Kantate, 1969
- Cantata sudamericana, Kantate, 1972
- Tríptico mocoví, 1980
- La hermanita perdida, 1980
- Misa por la paz y la justicia (nach Texten des Papstes Johannes Paul II.), 1980
- Alfonsina y el mar